# ハイメ (伝説の人物)

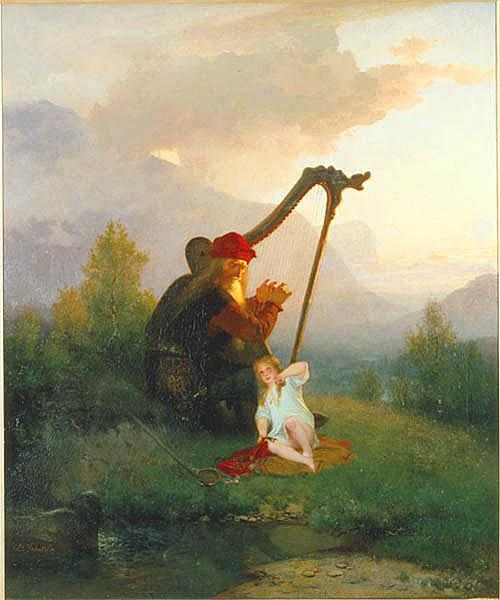
"ヘイミル王とアスラウグ" (1856) アーギュスト・マルムストレム画

ハイメ（独：Heime）、ハーマ（古英語：Háma）、ヘイミル（古ノルド語：Heimir）は、伝説上のゲルマンの英雄。しばしばヴィテゲの友人として一緒に活躍する 。アングロ・サクソンの叙事詩『ベーオウルフ』や『ウィドシス』、スカンディナヴィアの『シズレクのサガ』、『アルプハルトの死』などのドイツの伝説に登場する。

## 起源
ヴィテゲについてはゴート族の英雄の名前に起源があるが、ハイメについても同様の起源があると考えられている。アングロ・サクソン人の詩によれば、ヴィディゲとハイメはフン族と戦ったゴート族の戦士だという。のち、2人の英雄はゴート族のエルマナリク王やテオドリック王（すなわちスカンディナヴィアにおけるシズレク。ドイツにおけるディートリヒ・フォン・ベルン）と関連性を持つようになった。そして、ヴィディゲとハイメは『シズレクのサガ』などの作品において、徐々に反逆者として描かれるようになった。

## ハイメの冒険
『シズレクのサガ』では、ハイメは生まれたときはまた別の名前をつけられていたのだが、一度自分の名前を失ってしまう。「ハイメ」という名は龍のように獰猛で猛々しい容姿をしていたことに由来してつけられた。ドイツの伝承では、実際にハイメは龍を殺したことがあるとされている。中高ドイツ語で書かれた「ベルンのディートリヒの伝説群」に登場している。ハイメはブルトガングという名の剣と、リスペという名馬を所有している。17歳になったハイメは、当時12歳だったディートリヒ・フォン・ベルンに挑戦しようと家を出た。そして、ディートリヒとの決闘によりハイメの剣は折れ、またディートリヒの兜もたたき割られてしまった。結局、決闘に敗北したハイメはディートリヒに対して忠誠を誓う。のち、ディートリヒが名剣エッケザックスを鹵獲したさい、それまでディートリヒが使用していた名剣ナーゲリングを下賜されている。
ドイツの詩によれば、ハイメはエルマナリクに仕え、ディートリヒのもとを去ったことがあるとされる。このことについて『シズレクのサガ』では言及されておらず、逆に戦友のヴィテゲとともにエルマナリクと戦ったとされている。アングロサクソンの物語においてもヴィテゲとハイメは組み合わせて語られている。また、ドイツの詩では、ハイメがヴィテゲをアルプハルト（ヒルデブラントの親類）から救い出すという物語もある。2対1で戦うのは不名誉なことであるが、ヴィテゲとハイメは2人でアルプハルトを殺してしまっている
。
『シズレクのサガ』でハイメは晩年を修道院で過ごしている。しかし、巨人アスピリアンが修道院を襲撃した際、ハイメはふたたび甲冑を身に付けて巨人を退治した。この後、ディートリヒが再びハイメに仕えるようにと望んだため、ハイメは僧としての暮らしに戻ることができなくなってしまう。さらにその後、ハイメは税の取り立てのために修道院を訪問した際、税を取り立てられなかったハイメはすべての修道僧を皆殺しにし、修道院を焼き尽くしている。だが、その後、ハイメは再び別の巨人と戦った際、これに敗北して命を落とした。これについては、ディートリヒがハイメのために復讐を果たしている。ドイツの物語によれば、インスブルックにある修道院に埋葬されたという
。

## ヘイミル王
『ヴォルスンガ・サガ』などでは、ヘイミル（Heimir）という人物が登場する。上述したハイメとはかなり異なる部分が見られるが
、ヘイミルとハイメは同一の人物であるとされてきた 。ヘイミルはブリュンヒルデの母方のおじにして養父、あるいはブリュンヒルデの姉妹の配偶者という立場になっている 。また、ヘイミルはシグルズとブリュンヒルデの娘であるアスラウグの養父ともなっている 。ブリュンヒルデが幼子を殺害しようとした際 、ヘイミルはアスラウグを竪琴の中に隠し、吟遊詩人に身をやつしてノルウェーまで旅をしている。そして、最終的には、竪琴の中に貴重品を隠しているという誤解を受け、眠り込んだところを殺害された。